# Gioseffo Guami
Giuseppe Guami (Lucca, 27 de Janeiro de 1542 — Lucca, 1611) foi um compositor, organista e barítono italiano e grande expoente da escola veneziana. Foi compositor prolífico de madrigais e de músicas instrumentais, sendo considerado um dos maiores organistas italianos do final do século XVI. Foi também um dos principais professores de Adriano Banchieri (1568-1634). Era irmão do compositor italiano Francesco Guami (1554-1602).

## Composições
- La Comaschina[3]
- La Guamina
- La Grave
- La Ondeggiante
- La Todeschina
- Toccata per Organo